# Erina lamia
Erina lamia är en fjärilsart som beskrevs av Grose-smith 1897. Erina lamia ingår i släktet Erina och familjen juvelvingar. Inga underarter finns listade i Catalogue of Life.